# Млс, Вацлав
Вацлав Млс (чеш. Václav Mls; род. 17 июля 1949, Прага) — чехословацкий гребец, выступавший за сборную Чехословакии по академической гребле в 1970-х годах. Обладатель серебряной медали чемпионата Европы, победитель и призёр первенств национального значения, участник летних Олимпийских игр в Монреале.

## Биография
Вацлав Млс родился 17 июля 1949 года в Праге.
Впервые заявил о себе в академической гребле на международном уровне в сезоне 1973 года, когда вошёл в состав чехословацкой национальной сборной и побывал на чемпионате Европы в Москве, откуда привёз награду серебряного достоинства, выигранную в восьмёрках — в финале его обошла только команда из Восточной Германии.
В 1975 году в той же дисциплине стал четвёртым на чемпионате мира в Ноттингеме.
Благодаря череде удачных выступлений удостоился права защищать честь страны на летних Олимпийских играх 1976 года в Монреале. В составе экипажа-восьмёрки, куда также вошли гребцы Павел Конвичка, Йозеф Пламинек, Йозеф Покорный, Карел Мейта, Йозеф Нештицкий, Любомир Заплетал, Мирослав Враштил и рулевой Иржи Птак, неудачно выступил на предварительном квалификационном этапе, но через дополнительный отборочный заезд всё же попал в главный финал А, где в конечном счёте финишировал шестым.
После монреальской Олимпиады Млс ещё в течение некоторого времени оставался действующим спортсменом и продолжал принимать участие в крупнейших международных регатах. Так, в 1977 году он отметился выступлением на чемпионате мира в Амстердаме, став в восьмёрках четвёртым.